# シャノン・エリザベス
シャノン・エリザベス（英語: Shannon Elizabeth, 1973年9月7日 - ）は、アメリカ合衆国の女優。

## 略歴
テキサス州ヒューストンで、シリア系およびレバノン系の父親とチェロキー、イングランド、アイルランド、ドイツの家系を汲む母親の間にて生まれた。主にウェイコで育つ。父親の影響でアラビア語を話すことができる。幼少よりバレエ、タップダンス、ジャズダンスなどを習っていた。高校時代はテニスに夢中であった。高校卒業後は、ニューヨークに渡り、モデルとして活動。オーストラリア、イタリア、フランス、日本などを渡り歩いたのち、ロサンゼルスに移り、やがて演技の世界に入った。
『アメリカン・パイ』で2000年度のMTVムービー・アワードにノミネートされた。
近年は、ポーカープレイヤーとしても有名である。

## 主な出演作品
| 公開年    | 邦題 原題                                                           | 役名               | 備考                              |
| --------- | ------------------------------------------------------------------- | ------------------ | --------------------------------- |
| 1999      | 孤独の中の光 Seamless: Kidz Rule                                    | ニコル             |                                   |
| 1999      | アメリカン・パイ American Pie                                       | ナディア           |                                   |
| 2000      | 最終絶叫計画 Scary Movie                                            | バフィ             |                                   |
| 2001      | トムキャッツ 恋のハメハメ猛レース Tomcats                           | ナタリー・パーカー |                                   |
| 2001      | アメリカン・サマー・ストーリー American Pie 2                       | ナディア           |                                   |
| 2001      | ジェイ&サイレント・ボブ 帝国への逆襲 Jay and Silent Bob Strike Back | ジャスティス       |                                   |
| 2001      | 13ゴースト Thir13en Ghosts                                          | キャシー           |                                   |
| 2003      | ラブ・アクチュアリー Love Actually                                  | ハリエット         |                                   |
| 2004      | ジョンソン一家のババババケーション Johnson Family Vacation          |                    |                                   |
| 2004-2005 | ザット'70sショー That '70s Show                                     | ブルック           | テレビシリーズ、9エピソードに出演 |
| 2005      | ウェス・クレイヴン's カースド Cursed                                | ベッキー           |                                   |
| 2009      | ファイナル・デッドパーティー Night of the Demons                    | アンジェラ         |                                   |
| 2012      | アメリカン・パイパイパイ!完結編 俺たちの同騒会 American Reunion     | ナディア           |                                   |
| 2014      | 傭兵奪還 The Outsider                                               | マーゴ             | ビデオ映画                        |